# Кисурра
Кисурра (ныне Телль Абу Хатаб, мухафаза Кадисия, Ирак) — древний шумерский телль (горный город), расположенный на западном берегу Евфрата, в 7 км к северу от Шуруппака.

## История
Кисурра была основана около 2700 года до н.э., во время шумерского раннединастического периода II. Южный конец канала Изиннитум снова впадал в Евфрат в Кисурре. Город оставался центром торговли и транспорта через Аккадскую и часть Вавилонской империй, пока клинописные тексты и раскопки не показали упадок во времена Хаммурапи (около 1800 года до н.э.).

## Археология
Немецкие археологи, начиная с Роберта Колдевея в 1902 году, нашли множество клинописных табличек из Телль Абу Хатаб.